# 12è Festival Internacional de Cinema de Canes
El 12è Festival Internacional de Cinema de Canes es va dur a terme del 30 d'abril al 15 de maig de 1959. La Palma d'Orse la va endur Orfeu Negro de Marcel Camus. El festival va obrir amb Les Quatre Cents Coups, dirigida per François Truffaut i va tancar amb The Diary of Anne Frank, dirigida per George Stevens.
En 1959 fou establert el Marché du Film com a contrapartida empresarial del Festival de Cinema de Canes, amb l'objectiu d'ajudar a satisfer les necessitats dels professionals de la indústria cinematogràfica. Abans d'aquest any, el mercat es va celebrar de manera extraoficial als cinemes de la rue d'Antibes a Canes. Un altre desenvolupament important d'aquest any per al Festival va ser que el cinema francès va passar del Ministeri d'Indústria al Ministeri d'Afers Culturals.

## Jurat
Les següents persones foren nomenades com a membres del jurat de la competició de 1958:
Pel·lícules
- Marcel Achard (França) President
- Antoni Bohdziewicz (Polònia)
- Michael Cacoyannis (Grècia)
- Carlos Cuenca (Espanya)
- Pierre Daninos (França)
- Julien Duvivier (França)
- Max Favalelli (França)
- Gene Kelly (EUA)
- Carlo Ponti (Itàlia)
- Micheline Presle (França)
- Sergei Vasiliev (URSS)

Curtmetratge
- Philippe Agostini (França)
- Antonin Brousil (Txecoslovàquia)
- Paula Talaskivi (Finlàndia)
- Jean Vivie (França) (funcionari CST)
- Véra Volmane (França) (periodista)

## Pel·lícules en competició
Les següents pel·lícules competiren per la Palma d'Or:
- Les Quatre Cents Coups de François Truffaut
- Araya de Margot Benacerraf
- Helden de Franz Peter Wirth
- Orfeu Negro de Marcel Camus
- Matomeno iliovasilemma d'Andreas Labrinos
- Jakten de Erik Løchen
- Compulsion by Richard Fleischer
- Kriegsgericht de Kurt Meisel
- Touha de Vojtěch Jasný
- The Diary of Anne Frank de George Stevens
- Édes Anna de Zoltán Fábri
- Die Halbzarte de Rolf Thiele
- Fanfare de Bert Haanstra
- Hiroshima Mon Amour de Alain Resnais
- Otchiy dom de Lev Kulidzhanov
- Luna de Miel de Michael Powell
- Lajwanti deNarendra Suri
- Middle of the Night de Delbert Mann
- Sen noci svatojanske de Jiří Trnka
- Fröken April de Göran Gentele
- Nazarín de Luis Buñuel
- Policarpo, ufficiale di scrittura de Mario Soldati
- Rapsódia Portuguesa de João Mendes
- Room at the Top de Jack Clayton
- Shirasagi de Teinosuke Kinugasa
- La Cucaracha d'Ismael Rodríguez
- Sterne de Konrad Wolf
- Zafra de Lucas Demare
- Tang fu yu sheng nu de Tien Shen
- Vlak bez voznog reda de Veljko Bulajić

## Competició de curtmetratges
Els següents curts competien per la Palma d'Or al millor curtmetratge:
- A Telhetetlen mehecske de Gyula Macskássy
- Cinématographier o Préhistoire du cinema d'Emile Degelin
- Corrida interdite de Denys Colomb Daunant
- Deca sa granice de Purisa Djordjevic
- Eine Stadt feiert Geburtstag de Ferdinand Khittl
- Espana 1.800 de Jesús Fernández Santos
- Fartsfeber de Finn Carlsby
- Histoire d'un poisson rouge d'Edmond Sechan
- Hsi yu chi de Tei Yang
- La mer et les jours d'Alain Kaminker, Raymond Vogel
- La primera fundacion de Buenos Aires de Fernando Birri
- Le petit pecheur de la Mer de Chine de Serge Hanin
- Le Seigneur Julius de Khaled Abdul Wahab
- Ligeud ad luftvejen de Henning Carlsen
- Motyli zde neziji de Miro Bernat
- Neobjknovennie vstretchi by Archa Ovanessova
- New York, New York de Francis Thompson
- Paese d'America de Gian Luigi Polidoro
- Pecheurs de Sozopol de Nikolay Borovishki
- See Pakistan de W.J. Moylan
- Sinn im Sinnlosen de Bernhard Von Peithner-Lichtenfels
- Taj Mahal (curt) de Shri Mushir Ahmed
- Ten Men in a Boat de Sydney Latter
- The Fox Has Four Eyes de Jamie Uys
- The Living Stone de John Feeney
- Tussenspel bij kaarslicht de Charles Huguenot Van Der Linden
- Zmiana warty de Wlodzimierz Haupe

## Premis

### Premis oficials
Els premis oficials de 1959 foren per:
- Palma d'Or: Orfeu Negro de Marcel Camus
- Prix spécial du jury: Sterne de Konrad Wolf
- Millor director: François Truffaut per Les Quatre Cents Coups
- Millor actriu: Simone Signoret per Room at the Top
- Millor actor: Dean Stockwell, Bradford Dillman i Orson Welles per Compulsion
- Premi a la millor comèdia: Policarpo, ufficiale di scrittura de Mario Soldati
- Premi Internacional: Nazarín de Luis Buñuel
- Menció Especial: Shirasagi de Teinosuke Kinugasa
- Premi a la millor selecció de Txecoslovàquia:
  - Touha de Vojtěch Jasný
  - Sen noci svatojanske de Jiří Trnka

Curtmetratges
- Palma d'Or al millor curtmetratge: Motyli zde neziji de Miro Bernat
- Premi del Jurat al curtmetratge:
  - New York, New York de Francis Thompson
  - Zmiana warty de Wlodzimierz Haupe
- Prix spécial du Jury: Histoire d'un poisson rouge d'Edmond Sechan
- Curtmetratge - Menció especial: Le petit pecheur de la Mer de Chine de Serge Hanin
- Short film - Hommage: La mer et les jours d'Alain Kaminker, Raymond Vogel

### Premis independentss
FIPRESCI
- Premi FIPRESCI:
  - Hiroshima Mon Amour de Alain Resnais
  - Araya de Margot Benacerraf

Commission Supérieure Technique
- Gran premi tècnic: Luna de Miel de Michael Powell

OCIC Award
- Les Quatre Cents Coups de François Truffaut